# Malhação (1.ª temporada)
A primeira temporada da série de televisão brasileira Malhação, foi produzida e exibida pela TV Globo de 24 de abril a 29 de dezembro de 1995, em 179 capítulos.
Escrita por Andréa Maltarolli e Emanoel Jacobina com a colaboração de Charles Peixoto, Márcia Prates e Patrícia Moretzsohn, teve a supervisão de Ana Maria Moretzsohn e Ricardo Linhares. A direção foi de Leandro Neri e Flávio Colatrello Jr. com direção-geral de Roberto Talma, depois substituído por Gonzaga Blota.
Conta com as participações de Danton Mello, Juliana Martins, Luigi Baricelli, Carolina Dieckmmann, Cláudio Heinrich, Fernanda Rodrigues, Daniela Pessoa, e Ana Paula Tabalipa. A canção "Assim Caminha a Humanidade", de Lulu Santos, serve como tema da primeira temporada.

## Enredo
Héricles (Danton Mello) é um rapaz tímido do interior que chega no Rio de Janeiro para estudar e vai trabalhar na Academia Malhação, na Barra da Tijuca, o point entre os jovens que querem treinar, ter aulas de dança e artes marciais ou apenas se encontrar na área social. Lá ele conhece a bailarina Isabella (Juliana Martins), por quem se apaixona, por sua ingenuidade e bom coração. Mas eles têm que lidar com Romão (Luigi Baricelli), lutador de jiu-jitsu e namorado da moça, que não aceita perdê-la, ainda mais para alguém tido por ele como um "caipira". Quem também se interessa por Héricles é Juli (Carolina Dieckmmann), garota dissimulada e intrigueira, que adora infernizar a vida de todos na academia.
A garota também não se dá bem com o irmão, Dado (Cláudio Heinrich), de quem sempre sentiu inveja por achar que ele é o preferido dos pais e odeia o fato de ter que dividir o apartamento com ele, uma vez que a família mora fora do país. Ele é um professor de jiu-jitsu talentoso e mulherengo, que nunca teve olhos para Luiza (Fernanda Rodrigues) por considerá-la muito nova para ele, embora ela tente de tudo para conquistá-lo. Para isso, tem que enfrentar a concorrência de Micaela (Patrícia de Sabrit), prima de Dado. Há também o mulherengo Mocotó (André Marques), a piriguete Magali (Daniela Pessoa) e o romance de Tainá (Ana Paula Tabalipa) e Léo (Pablo Uranga).
Paula (Silvia Pfeifer), dona da academia, vive em conflito com os filhos, com a mãe Olga (Nair Bello) e com seu ex-marido Gonzales, encontrando paz em um novo amor, Roberto (Mário Gomes).

## Elenco
| Atores              | Personagens                          |
| ------------------- | ------------------------------------ |
| Danton Mello        | Héricles Barreto                     |
| Juliana Martins     | Isabella Bittencourt (Bella)         |
| Luigi Baricelli     | Romão Marques Macieira               |
| Carolina Dieckmmann | Juliana Siqueira (Juli)              |
| Sílvia Pfeifer      | Paula Pratta                         |
| Mário Gomes         | Roberto                              |
| Cláudio Heinrich    | Eduardo Siqueira (Dado)              |
| Fernanda Rodrigues  | Luiza Pratta Gonzalez                |
| Ana Paula Tabalipa  | Tainá Rebouças                       |
| André Marques       | Alexandre Ferreira (Mocotó)          |
| Daniela Pessoa      | Magali Cristina de Assis Albuquerque |
| Ademir Zanyor       | Israel da Conceição                  |
| Nair Bello          | Olga Pratta                          |
| John Herbert        | Nabucodonosor Pereira (Nabuco)       |
| Bruno de Lucca      | Fábio Gonzalez Filho (Fabinho)       |
| Fabiano Miranda     | Bróduei Washington do Nascimento Jr  |
| Dill Costa          | Maria Candelária Felipe Santiago     |
| Pablo Uranga        | Leonardo Pinheiro (Leo)              |
| Flávia Bonato       | Rafaela Guimarães                    |

### Participações especiais
- Alexandra Richter - Aluna
- Anna Cotrim - Solange
- Cláudia Lira - Carla
- Clemente Viscaíno - Policial Oliveira
- Eduardo Caldas - Lucas
- Gisele Fraga - Lola
- Marta Moesch - Mãe de aluno que reclama do escândalo de Dado
- Mauro Jasmin - Aluísio
- Monica Areal - Tininha
- Nico Puig - Raul
- Nívea Maria - Antônia
- Paulo Carvalho - Cássio
- Paulo Reis - Antenor
- Renata Castro Barbosa - Susana
- Renato Vasconcelos - Xandão
- Wagner Silveira - Lauro

## Produção
Logo no primeiro capítulo a TV Globo foi multada pelo Juizado de Menores por exibir uma cena onde os personagens de Gisele Fraga e Cláudio Heinrich fazem sexo no vestiário e são flagrados por Bruno de Luca, que tinha 12 anos na época. A Editora Globo investiu R$ 500 mil no lançamento de uma revista mensal chamada Malhação, focada em esporte, saúde e beleza.De fato,o projeto já havia sido elaborado meses antes da estreia da novela,mas o seu lançamento acabou sendo acelerado devido ao intenso sucesso da novela. E esse não foi o único produto inspirado pelo sucesso da série; vários produtos com a marca Malhação foram lançados, como diversos itens de vestuário e cosméticos.

### Escolha do elenco
Myrian Rios foi convidada para interpretar Paula e chegando os 5 primeiros capítulos para leitura, porém a atriz estava em uma viagem e não quis retornar antecipadamente, sendo que Sílvia Pfeifer acabou sendo escalada para o papel. Nuno Leal Maia foi convidado para interpretar Gonzales, porém o ator preferiu aceitar o convite para História de Amor. Patrícia de Sabrit entrou na trama quatro meses após a estreia. A função do seu personagem era clara, a de interferir na relação dos personagens de Cláudio Heinrich e Fernanda Rodrigues.

## Exibição
Foi reprisada entre 1 de janeiro a 1 de março de 1996, em 44 capítulos, substituindo sua exibição original e sendo substituída por Malhação de Verão.
Foi reexibida na íntegra no Viva de 21 de setembro de 2020 a 27 de maio de 2021, substituindo Malhação 2008 e sendo substituída por Malhação de Verão.

### Outras Mídias
Em 5 de julho de 2021, foi disponibilizada na íntegra no Globoplay, através do Projeto Resgate, na versão exibida pelo canal Viva, com imagem no formato 16:9 (tela esticada). Em 17 de março de 2025, em comemoração ao aniversário de 30 anos da estreia da trama, foi atualizada pela plataforma de streaming da Globo como parte do Projeto Originalidade, com a atualização para o formato de exibição original; com o formato de imagem restaurado em 4:3, além de aberturas, vinhetas de intervalo e encerramento originais.

## Trilha sonora

### Malhação
Malhação, também chamada de Malhação - Volume 1, é o primeiro álbum, da primeira temporada, da trilha sonora da série homônima, lançado em 6 de julho de 1995, pela Som Livre. O álbum conta com uma seleção variada de canções, em língua portuguesa e língua inglesa. de vários gêneros, como Pop, rock, dance, MPB, e instrumental, interpretadas por diferentes artistas brasileiros e internacionais.
A edição portuguesa de Malhação é uma coletânea composta por algumas canções dos dois primeiros álbuns da trilha sonora da primeira temporada da série, Malhação e Malhação - Volume 2, lançada em Portugal pela Globo Records, em 1996. O álbum, lançado em CD, traz na capa uma imagem similar àquela de Malhação - Volume 2, mostrando Cláudio Heinrich como seu personagem Dado.
A Trilha abre com a canção "There Is a Party", um dos maiores sucesso do artista suíço DJ Bobo,  que virou hit em todo mundo, sendo tema das passagens de cena na academia. A segunda faixa, "O Paraíso". é interpretada por Conexão Japeri, antiga banda do cantor Ed Motta, tema das locações do Rio de Janeiro. A faixa 3 é "Move Your Body", da cantora Odissey, virou hit em todas as academias do país após em Malhação.
A quarta faixa do álbum, "Assim Caminha a Humanidade", de Lulu Santos, serve como tema de abertura da série da primeira à quarta temporada. "Lover on the Line", quinta canção do álbum, do grupo The Free, é mais uma das faixas que acompanha os alunos e personagens nos treinos e aventuras diários na academia. A sexta canção, "Is This Life", da cantora Linda Carriere, é mais uma faixa que virou trilha de todas as academias de dança Brasil.
Magali, personagem da atriz Daniela Pessoa, tem como tema a faixa instrumental, "Sax Disco", sétima faixa do álbum, do artista Paulo Henrique. Héricles e Bella, personagens de Danton Mello e Juliana Martins, formaram o primeiro casal de Malhação, e ganharam "Espelhos d'Água", oitava faixa da trilha, na voz de Patrícia Marx, como tema. "Malandragem", na voz de Cássia Eller, foi a faixa nacional de maior sucesso do álbum, e embalou as descobertas e primeiras aventuras de Luiza, personagem da Fernanda Rodrigues.
A décima faixa, "Pecado", de Caetano Veloso, é tema do casal veterano Paula e Roberto, vivido por Sílvia Pfeifer e Mário Gomes. A primeira vilã de Malhação, Juli, interpretada por Carolina Dieckmann, ganhou como tema a décima primeira faixa, "Joguei Com Seu Coração", do cantor Abdula. Dado, personagem zen vivido por Cláudio Heinrich, ganhou como tema a canção "Noves Fora", décima segunda faixa, na voz do Nico Rezende.
A penúltima faixa da trilha sonora é a canção instrumental "Sensual", composta pelo produtor Paulo Henrique. O álbum fecha com o tema do casal Léo e Tainá, personagens vividos por Pablo Uranga e Ana Paula Tabalipa, sendo a canção "Sonho Bom", na voz da cantora Josye.

#### Lista de faixas
| Malhação – Edição brasileira |                              |                                                    |                      |         |  |
| N.º                          | Título                       | Compositor(es)                                     | Artista(s)           | Duração |  |
| 1.                           | "There Is a Party"           | René Baumann Axel Breitung                         | DJ Bobo              | 5:31    |  |
| 2.                           | "O Paraíso"                  | Bombom                                             | Conexão Japeri       | 4:38    |  |
| 3.                           | "Move Your Body"             | PSI 1 PSI 2                                        | Odissey              | 3:36    |  |
| 4.                           | "Assim Caminha a Humanidade" | Lulu Santos                                        | Lulu Santos          | 3:28    |  |
| 5.                           | "Lover on the Line"          | Felix J. Gauder Olaf Roberto Bossi Charles Simmons | The Free             | 3:49    |  |
| 6.                           | "Is This Life"               | Linda Carriere                                     | Linda Carriere       | 4:24    |  |
| 7.                           | "Sax Disco" (instrumental)   | Paulo Henrique                                     | Artista desconhecido | 2:18    |  |
| 8.                           | "Espelhos d'Água"            | Dalto Cláudio Rabello                              | Patrícia Marx        | 3:38    |  |
| 9.                           | "Malandragem"                | Cazuza Frejat                                      | Cássia Eller         | 4:10    |  |
| 10.                          | "Pecado"                     | Carlos Bahr Armando Pontier Enrique Francini       | Caetano Veloso       | 4:36    |  |
| 11.                          | "Joguei Com Seu Coração"     | Humberto Mello/ Abdula                             | Abdula               | 3:24    |  |
| 12.                          | "Noves Fora"                 | Nico Rezende Sérgio Natureza                       | Nico Rezende         | 3:16    |  |
| 13.                          | "Sensual" (instrumental)     | Paulo Henrique                                     | Artista desconhecido | 3:45    |  |
| 14.                          | "Sonho Bom"                  | Lincoln Olivetti Josye                             | Josye                | 4:46    |  |
| Duração total:               | Duração total:               | Duração total:                                     | Duração total:       | 55:19   |  |

| Malhação – Edição portuguesa |                                                              |                                                            |                                         |         |  |
| N.º                          | Título                                                       | Compositor(es)                                             | Artista(s)                              | Duração |  |
| 1.                           | "There Is a Party"                                           | René Baumann Axel Breitung                                 | DJ Bobo                                 | 5:31    |  |
| 2.                           | "Move Your Body"                                             | PSI 1 PSI 2                                                | Odissey                                 | 3:36    |  |
| 3.                           | "Ritmo da Chuva (Rhythm of the Rain)" ("Rhythm of the Rain") | John Claude Gummoe Demétrius ( versão )                    | Sr. Banana (com part. de Heartbreakers) | 2:44    |  |
| 4.                           | "Chega Disso"                                                | Samuel Rosa Chico Amaral                                   | Skank                                   | 4:04    |  |
| 5.                           | "Espelhos d'Água"                                            | Dalto Cláudio Rabello                                      | Patrícia Marx                           | 3:38    |  |
| 6.                           | "Coleção"                                                    | Cassiano Paulo Zdanowski                                   | Ezequias                                | 4:20    |  |
| 7.                           | "Te Amo"                                                     | Roberto Corrêa Sylvio Son                                  | Roberta Little                          | 3:51    |  |
| 8.                           | "Generation of Love"                                         | Enrico Zabler Tommy Schleh Beatrice Obrech tLuke Skywalker | Masterboy                               | 3:38    |  |
| 9.                           | "Sax Disco" (instrumental)                                   | Paulo Henrique                                             | Artista desconhecido                    | 2:18    |  |
| 10.                          | "Fullgás"                                                    | Antônio Cícero Marina Lima                                 | Lulu Santos                             | 5:44    |  |
| 11.                          | "Escotilha"                                                  | Maskavo Roots                                              | Maskavo Roots                           | 3:17    |  |
| 12.                          | "Fly (Through the Starry Night)"                             | Bobby Boer Dancability D-Rock                              | 2 Brothers on the 4th Floor             | 3:29    |  |
| 13.                          | "Catch a Fire"                                               | Dee Dee Halligan Junior Torello Richard W. Palmer-James    | Haddaway                                | 4:13    |  |
| 14.                          | "Break Out"                                                  | R. de Andrade                                              | Gottsha                                 | 4:05    |  |
| 15.                          | "O Paraíso"                                                  | Bombom                                                     | Conexão Japeri                          | 4:38    |  |
| 16.                          | "Noves Fora"                                                 | Nico Rezende Sérgio Natureza                               | Nico Rezende                            | 3:16    |  |
| 17.                          | "Sonho Bom"                                                  | Lincoln Olivetti Josye                                     | Josye                                   | 4:46    |  |
| 18.                          | "Mocotomóvel" (instrumental)                                 | Paulo Henrique Olivetti                                    | Paulo Henrique                          | 3:07    |  |
| Duração total:               | Duração total:                                               | Duração total:                                             | Duração total:                          | 70:15   |  |

#### Créditos
Todo o processo de elaboração de Malhação atribui os seguintes créditos:
Produção
- Direção musical: Mariozinho Rocha
- Produção musical: Paulo Henrique
- Masterização: Promaster
- Fonogramas cedidos por: PolyGram, BMG Ariola, Sony Music, Warner Music (divisão Continental), Luz da Cidade, Lux Music

Capa
- Coordenação gráfica: Marciso "Pena" Carvalho
- Fotos: Flávio Colker
- Ator: Danton Mello
- Figurino: Sônia Soares
- Produção: Arlette Cianci
- Arte final: Paulo Santos

### Malhação - Volume 2
Malhação - Volume 2 é o segundo álbum, da primeira temporada, da trilha sonora da série homônima, lançado em outubro de 1995, pela Som Livre.

#### Lista de faixas
| N.º            | Título                                                       | Compositor(es)                                             | Artista(s)                                     | Duração |  |
| 1.             | "Ritmo da Chuva (Rhythm of the Rain)" ("Rhythm of the Rain") | John Claude Gummoe Demétrius ( versão )                    | Sr. Banana (com part. de Heartbreakers)        | 2:44    |  |
| 2.             | "Generation of Love"                                         | Enrico Zabler Tommy Schleh Beatrice Obrech tLuke Skywalker | Masterboy                                      | 3:38    |  |
| 3.             | "Chega Disso"                                                | Samuel Rosa Chico Amaral                                   | Skank                                          | 4:04    |  |
| 4.             | "Break Out"                                                  | R. de Andrade                                              | Gottsha                                        | 4:05    |  |
| 5.             | "Coleção"                                                    | Cassiano Paulo Zdanowski                                   | Ezequias                                       | 4:20    |  |
| 6.             | "Essa Menina"                                                | Jorge Ben Jor                                              | João Marcelo Bôscoli (com part. de Simoninha ) | 5:28    |  |
| 7.             | "Babilônia Rock (Disco Classic 3)"                           | Robson Jorge Lincoln Olivetti Guto Graça Mello Nalla       | Fernanda Abreu (com par. de Cláudio Zoli)      | 4:10    |  |
| 8.             | "Fullgás"                                                    | Antônio Cícero Marina Lima                                 | Lulu Santos                                    | 5:44    |  |
| 9.             | "Catch a Fire"                                               | Dee Dee Halligan Junior Torello Richard W. Palmer-James    | Haddaway                                       | 4:13    |  |
| 10.            | "Escotilha"                                                  | Maskavo Roots                                              | Maskavo Roots                                  | 3:17    |  |
| 11.            | "Fly (Through the Starry Night)"                             | Bobby Boer Dancability D-Rock                              | 2 Brothers on the 4th Floor                    | 3:29    |  |
| 12.            | "Dias e Noites"                                              | Rodrigo Ferraz Rodrigo Kuster L.C. Godinho                 | Veneza                                         | 4:33    |  |
| 13.            | "Te Amo"                                                     | Roberto Corrêa Sylvio Son                                  | Roberta Little                                 | 3:51    |  |
| 14.            | "Mocotomóvel" (instrumental)                                 | Paulo Henrique Olivetti                                    | Paulo Henrique                                 | 3:07    |  |
| Duração total: | Duração total:                                               | Duração total:                                             | Duração total:                                 | 56:43   |  |

#### Créditos
Todo o processo de elaboração de Malhação - Volume 2 atribui os seguintes créditos:
Produção
- Direção musical: Mariozinho Rocha
- Produção musical: Paulo Henrique
- Masterização: Promaster
- Fonogramas cedidos por: EMI-Odeon, PolyGram, Sony Music, Spotlight, BMG Ariola, Warner Music

Capa
- Coordenação gráfica: Marciso "Pena" Carvalho
- Fotos: Paulo Rubens
- Ator: Cláudio Heinrich
- Figurino: Sônia Soares
- Produção: Arlette Cianci
- Arte final: Paulo Santos

## Audiência
Malhação tinha a missão de aumentar os níveis de audiência de Irmãos Coragem, novela das seis que a sucedia e que vinha sendo um fracasso, com médias beirando os 30 pontos. Devido aos baixos índices de audiência da trama, a TV Globo pensou em encurtá-la, porém Malhação correspondeu às expectativas da emissora, e Irmãos Coragem passou de 31/32 pontos a até 38 pontos, e não precisou ser encurtada, tendo terminado em Julho, como previsto. Teve uma média final de 25 pontos.
O primeiro capítulo de Malhação quase duplicou a audiência da TV Globo na faixa das 17h30, com uma média de 31 pontos em São Paulo. O humorístico Escolinha do Professor Raimundo, que ocupava o horário do seriado, tinha médias entre 15 e 18 pontos.

## Malhação de Verão
De 4 de março a 5 de abril de 1996, foram exibidos 25 novos capítulos de Malhação às 17h30. As cenas tiveram como cenário o Rancho da Maromba, em Nova Friburgo, região serrana do Rio de Janeiro. Teve direção-geral de Carlos Magalhães e supervisão de texto de Ana Maria Moretzsohn.